# مونموث (ويلز)
مُنْمُث ويقال مَنْمَث (بالإنكليزية: Monmouth؛ وبالكمرية: Trefynwy) جماعة في منمتشر من بلاد الغالة عند مصب نهر مناي في نهر واي غير بعيد عن حدود إنكلطرة. وإليها ينسب جفري المنمثي قسيس نصراني وصاحب «تاريخ ملوك بريطانيا».